# キーウ・ライトレール
キーウ・ライトレール（ウクライナ語: Київський швидкісний трамвай）またはキエフ・ライトレール（ロシア語: Киевский скоростной трамвай）は、ウクライナの首都・キーウに存在するライトレールの総称。旧ソビエト連邦初のライトレールとして1978年から営業運転を開始し、2020年現在ドニプロ川を挟んだ2つの路線が存在する。

## 歴史

### ライトレール建設までの経緯
1960年代、キーウ西部のボルシチャゴフカ地区（Борщагівка）やヴィドラドニー地区（Відрадний）では大規模な住宅街の建設が進行していたが、その中で大きな課題となったのがこれらの地区とキーウ中心部を結ぶ輸送機関だった。計画当初は従来キエフ市内に存在した路面電車（キエフ市電）の延伸や、トロリーバス（キエフ・トロリーバス）の連結運転などソビエト連邦（ソ連）各都市でも導入されている既存の方法が検討されたが、輸送量が1時間あたり25,000人以上となる計算結果が出された事により、これらの交通機関では大量の乗客を賄いきれない事が明らかになった。だが、当時キーウ市内に路線網を伸ばしていた地下鉄（キエフ地下鉄）の輸送量に対しては少ない数値であり、これらとは別の新たな交通機関が求められた。
そこで1967年、キーウ市で路面電車やトロリーバスを運営していたキエフ市路面電車・トロリーバス部門（Киевское трамвайно-троллейбусное управление、КТТУ）は、ソ連当局からの許可を得た上で、スペイン・バルセロナで開催された国際公共交通連合（UITP、МСОТ）の会議に代表団を派遣し、同時に西側諸国を始めとした海外における新たな都市交通の視察を実施した。その中でも特に影響を受けたのが、ベルギーの首都・ブリュッセル市内を走る、路面電車と同一の規格ながら専用軌道を用いて高速運転を実施する都市鉄道・プレメトロ（ブリュッセル・プレメトロ）だった。そして代表団からの報告を受け、1970年7月13日のソビエト連邦閣僚会議第538号決議により、キーウに新たな公共交通機関・高速路面電車（ライトレール）の建設が決定した。
高速・高頻度運転を行う高速路面電車（ライトレール）の運行システムは、西側諸国で発展したこれらの構造を導入するための基礎技術自体が存在しなかった事もあり、キエフ市路面電車・トロリーバス部門を中心としたプロジェクトとして独自に開発された。そして、1975年から最初の路線となるドニプロ川西側（右岸）の区間の建設が始まり、1978年12月30日から本格的な営業運転が始まった。

### ライトレールの発展
キーウ市内に開通したライトレールは平均速度28.7 km/h、最短1.5分間隔という高速・高頻度運転を実施し、列車はチェコスロバキア（現：チェコ）製の路面電車車両・タトラT3SUを用いた2・3両編成で運行していた。これらによってもたらされた必要人員の削減を含めてライトレールは高い収益をもたらし、以降ソ連各地にメトロトラムなどの高速路面電車が多数開通するきっかけとなった。キエフ・ライトレールの右岸区間についても1984年に延伸が行われている。
一方、ドニプロ川の東側（左岸）でも長年に渡って高速路面電車を敷設する計画が立てられていたが、こちらの建設開始はソビエト連邦の崩壊後、キーウ市電がウクライナの路面電車となった1993年となった。当初は速いペースで建設が進められていたが、資金難により以降の建設は難航し、計画の一部が2000年5月6日に開通した以外、地下鉄（キーウ地下鉄）との接続やドニプロ川を越えた右岸側への延伸は実現しなかった。

### ライトレールの再編
ソビエト連邦の崩壊後、経済の混乱やモータリーゼーションの急速な進展によりキーウの路面電車網は大幅に縮小し、2004年7月以降はドニプロ川を渡る橋梁から線路が撤去され、路線が川を挟んで東西2つに分断された状態が続いている。ライトレールも例外ではなく、計画の一部のみ開通した左岸区間は利用客が少なく、2009年に運行が停止するにまで至った。その後、改良の上で地下鉄の延伸路線として再開業する計画が立てられていたものの、最終的には沿線住民の利便性向上を目的にライトレールとして復旧する事が決定し、一部区間の延伸工事を経て2012年10月24日から営業運転を再開した。
右岸区間についても、モータリーゼーションの進展に加え、メンテナンス不足による列車速度や信頼性の低下により利用客の減少が続き、3両編成の列車も運行されなくなった。更に2001年にはサクサガンスキー通り（Вулиця Саксаганського）を経由する併用軌道区間が廃止され、利便性が減少した。この状態を改善するため、2007年から一部区間の運休を実施した上での大規模な修繕工事が順次行われ、2010年までに全区間の工事が完了している。

### 延伸計画
1990年代以降実施されたキーウ市電の路線縮小は市内中心部の渋滞解消が1つの理由であったが、廃止後は道路の混雑が更に増加する結果となった。この事態を解消するため、2010年代以降右岸のライトレール路線をキエフ・スポーツ宮殿など市内中心部方面へ延伸する計画が進められている。

## 系統

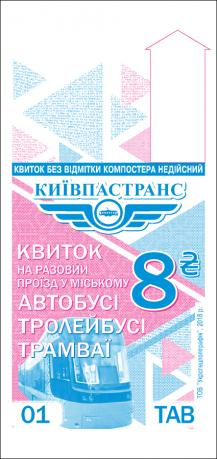
キーウ・ライトレールの乗車券

2020年の時点で、キーウ・ライトレールは以下の5系統が設定されている。そのうちT1 - T3号線はドニプロ川の西側を走る右岸線（Правобережна лінія）、T4・T5号線は東側を走る左岸線（Лівобережна лінія）を通る系統である。路線の大部分は道路と分離した専用軌道で、この区間にある駅には専用の改札口も設置されている一方、道路上に敷かれた併用軌道を走る区間も存在する。ライトレールの運賃は路面電車、路線バス、トロリーバスと共に1回の乗車につき8フリヴニャである。車両の現在位置は「Easyway（）」のページから閲覧する事が出来る。
| 路線   | 系統番号 | 起点             | 終点                      | 参考 |
| ------ | -------- | ---------------- | ------------------------- | ---- |
| 右岸線 | T1       | Старовокзальная  | Михайловская Борщаговка   |      |
| 右岸線 | T2       | Кольцевая дорога | Михайловская Борщаговка   |      |
| 右岸線 | T3       | Старовокзальная  | Кольцевая дорога          |      |
| 左岸線 | T4       | Троещина-2       | Милославская              |      |
| 左岸線 | T5       | Троещина-2       | улица Александра Сабурова |      |

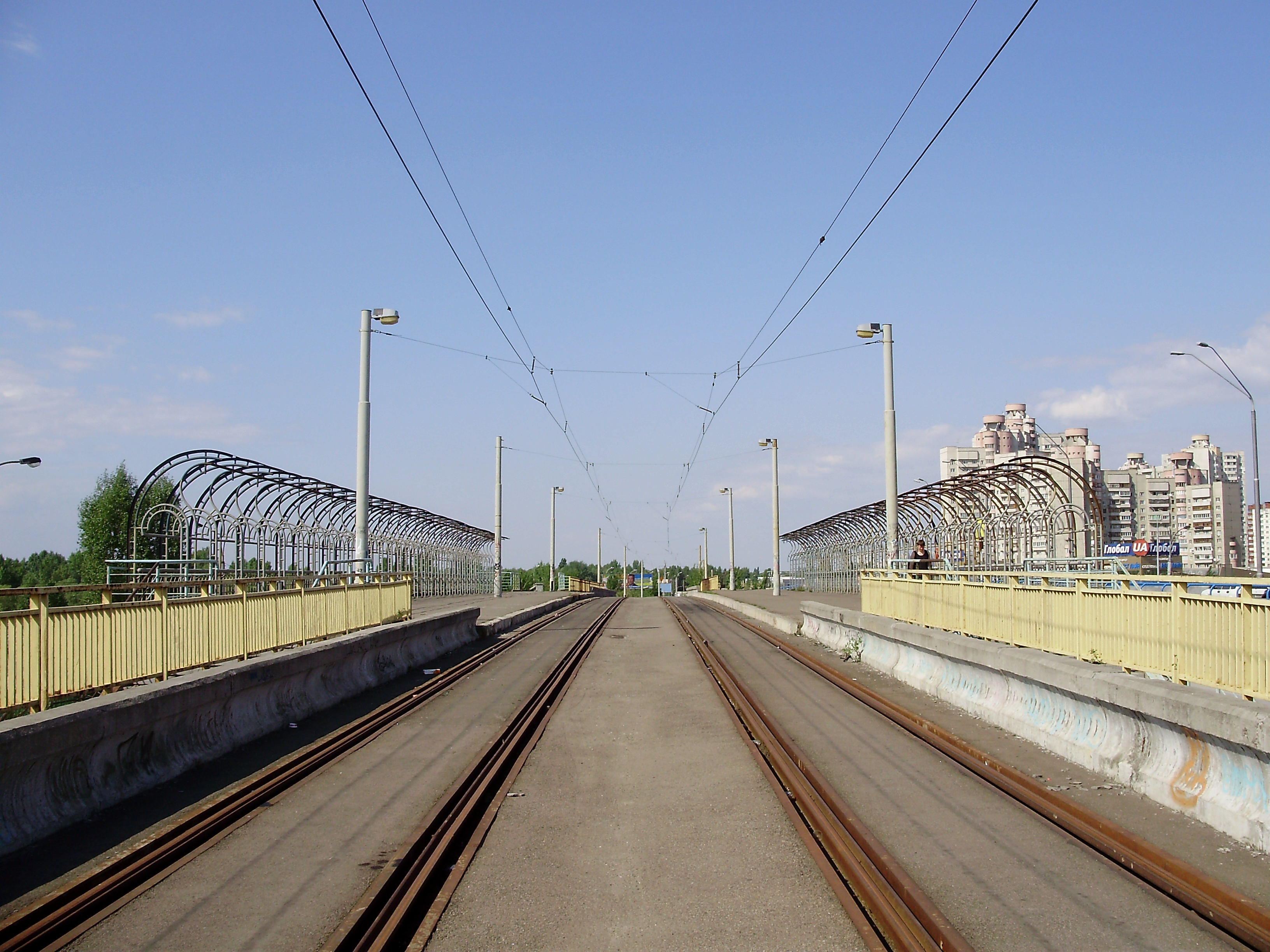
キーウ・ライトレールの駅（Генерала Ватутіна）
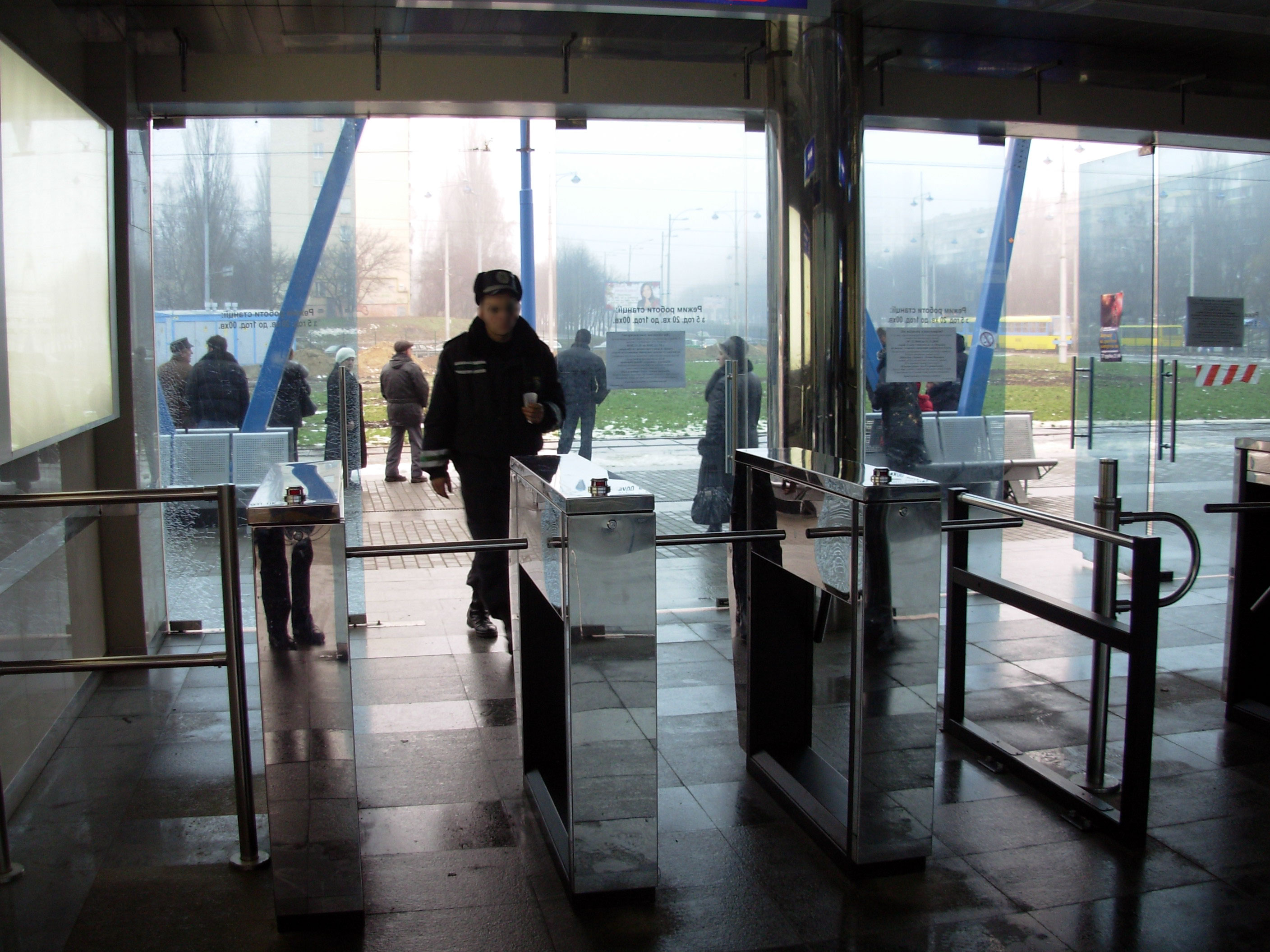
改札口（Кільцева дорога）
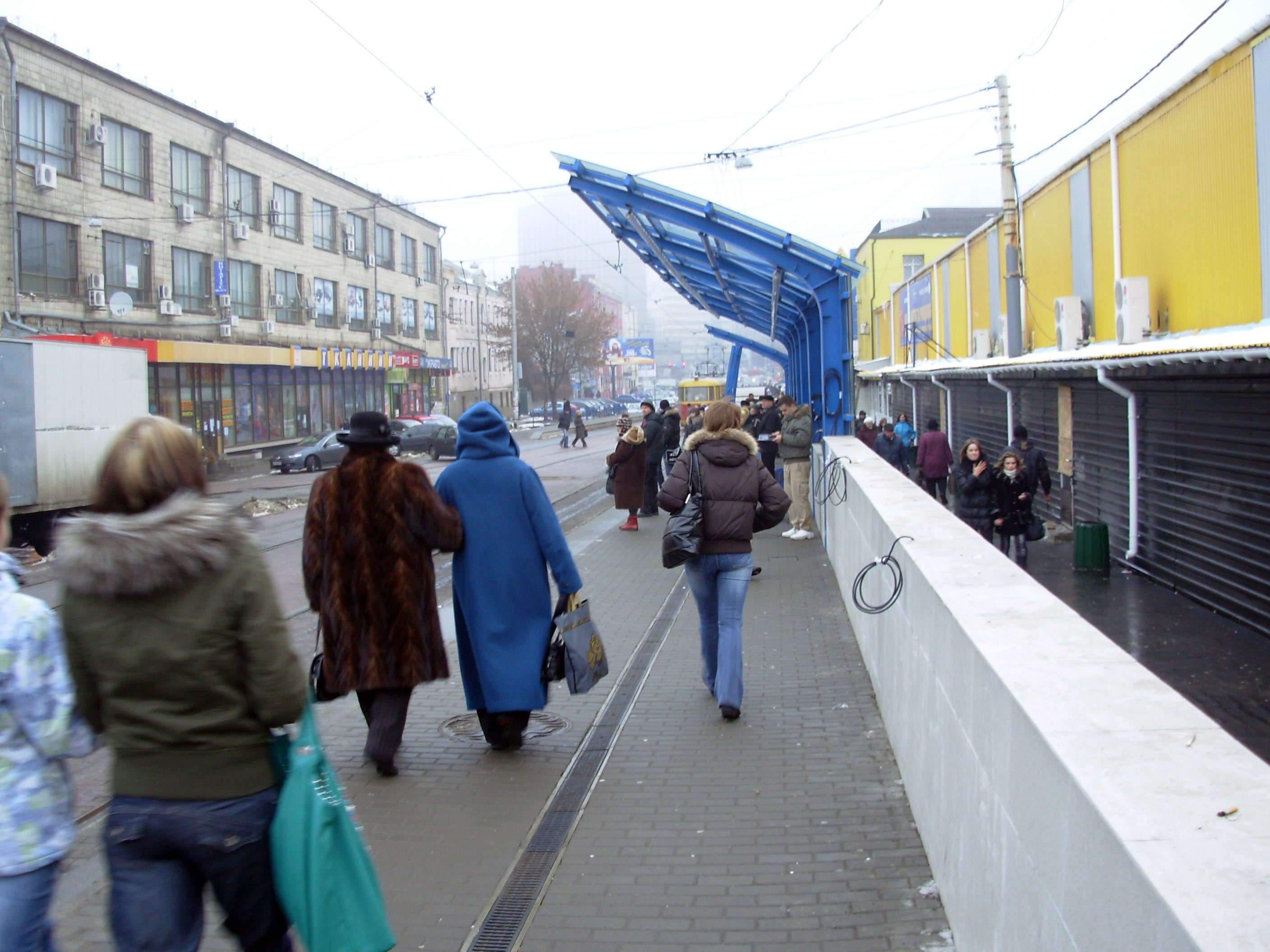
併用軌道上に存在する電停（Старовокзальна）
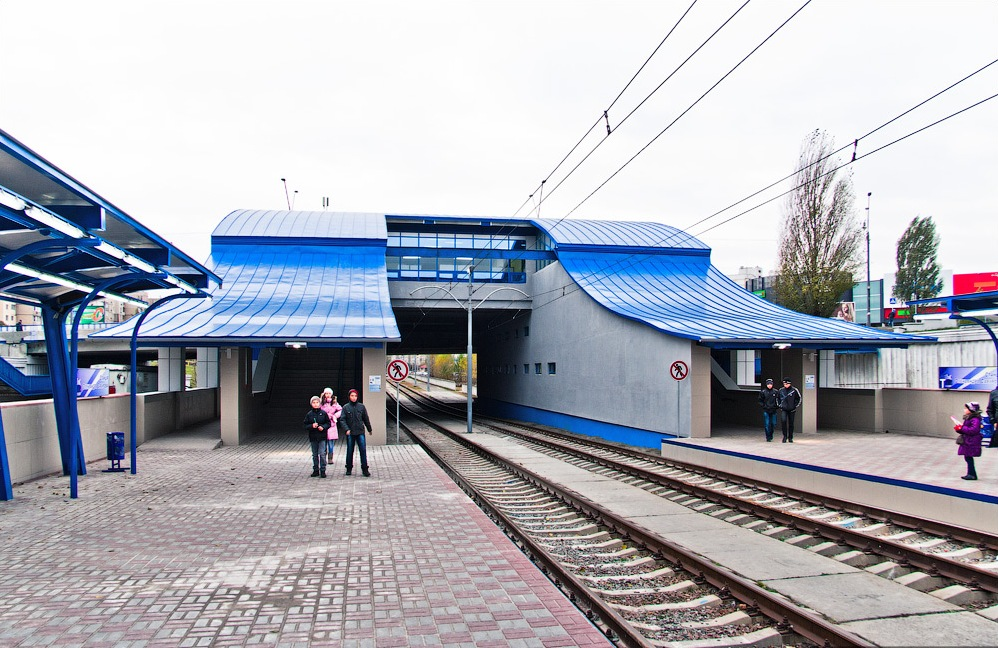
跨線橋が存在するセルジュ・リファール駅（Сержа Лифаря）
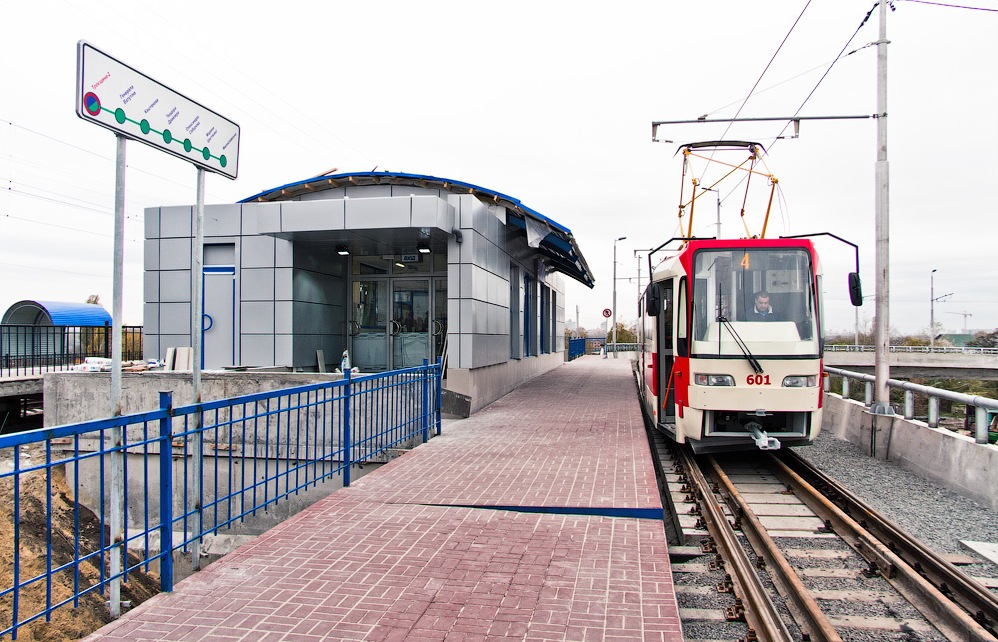
T4号線のトロイエシュティナ2駅（Троещина-2）は近郊列車（ウクライナ語版）との接続駅である。

## 車両
2020年現在、キーウ・ライトレールを経由する系統で使用されている車両は以下の通りである。そのうち、開業時から使用されているT3SUを始めとしたボギー車（単車）の多くは連結運転を実施しており、1990年代までは3両編成も存在したが、以降は単行（1両）、もしくは2両編成で運行する。また、路線の再編や修繕工事後に導入が始まった連接車については車内の一部、もしくは全体が低床構造となっている。
- ボギー車
  - タトラT3SU
  - タトラT3R.P
  - タトラT3UA-3
  - K-1
  - K-1M

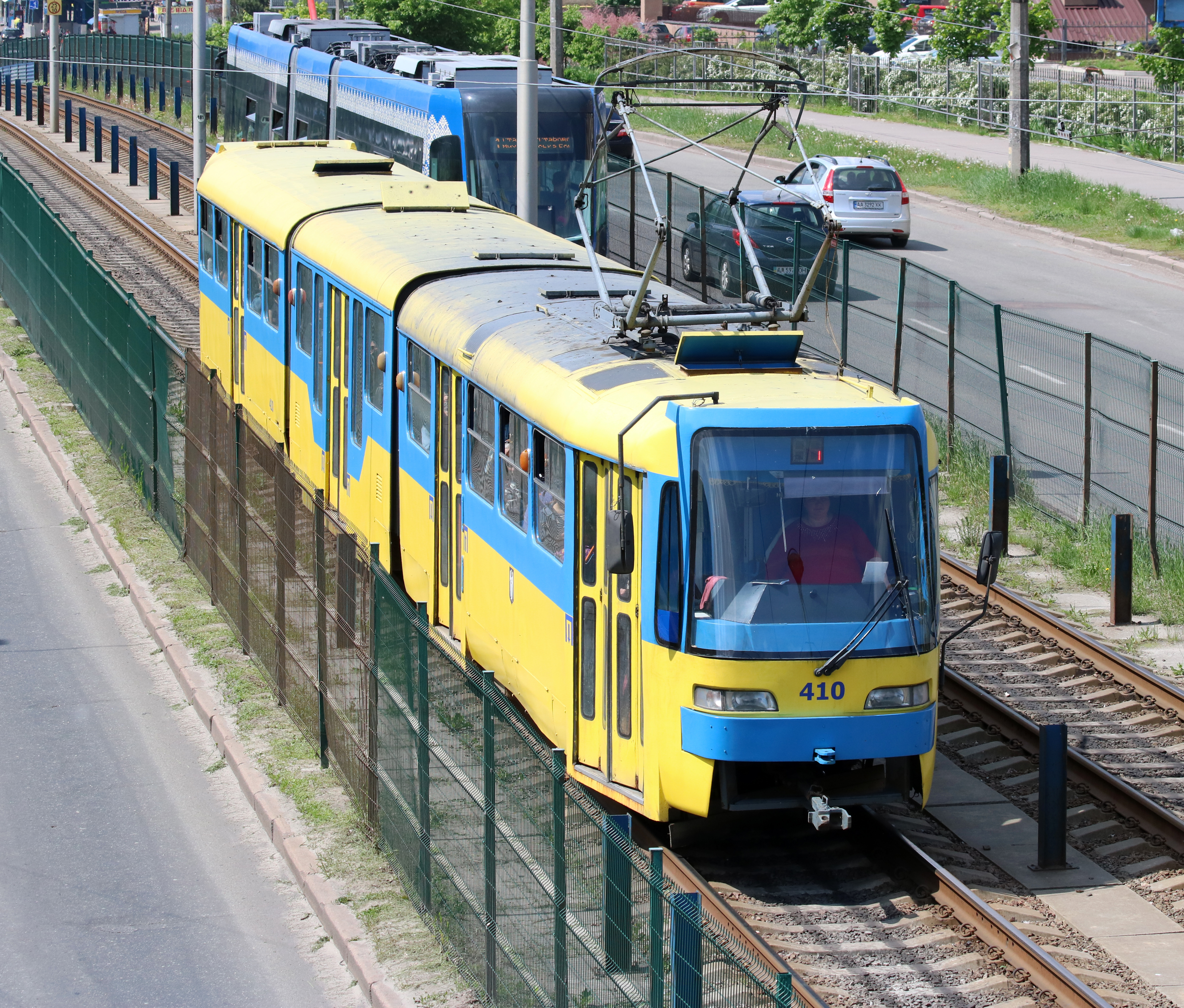
タトラT3SU
- タトラT3UA-3
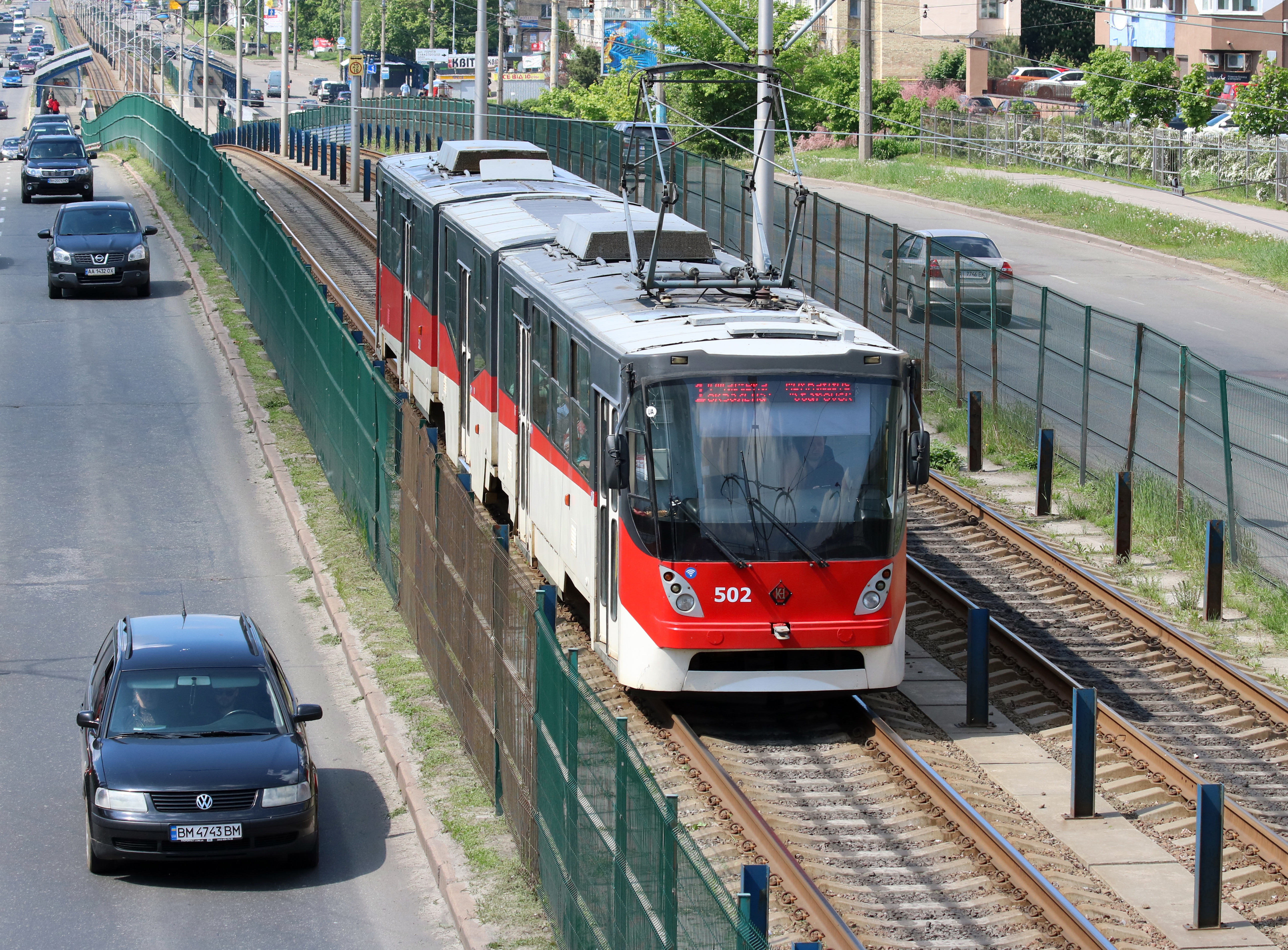
K-1・K-1M
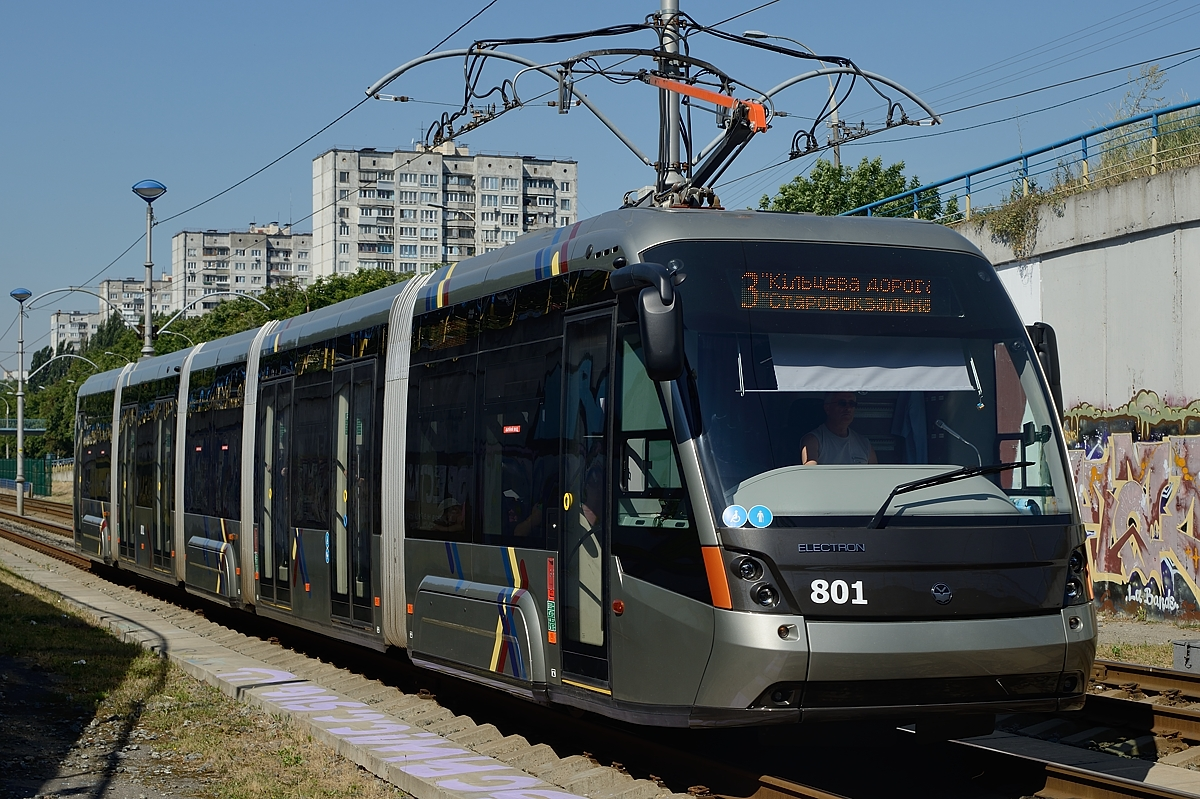
T5B64
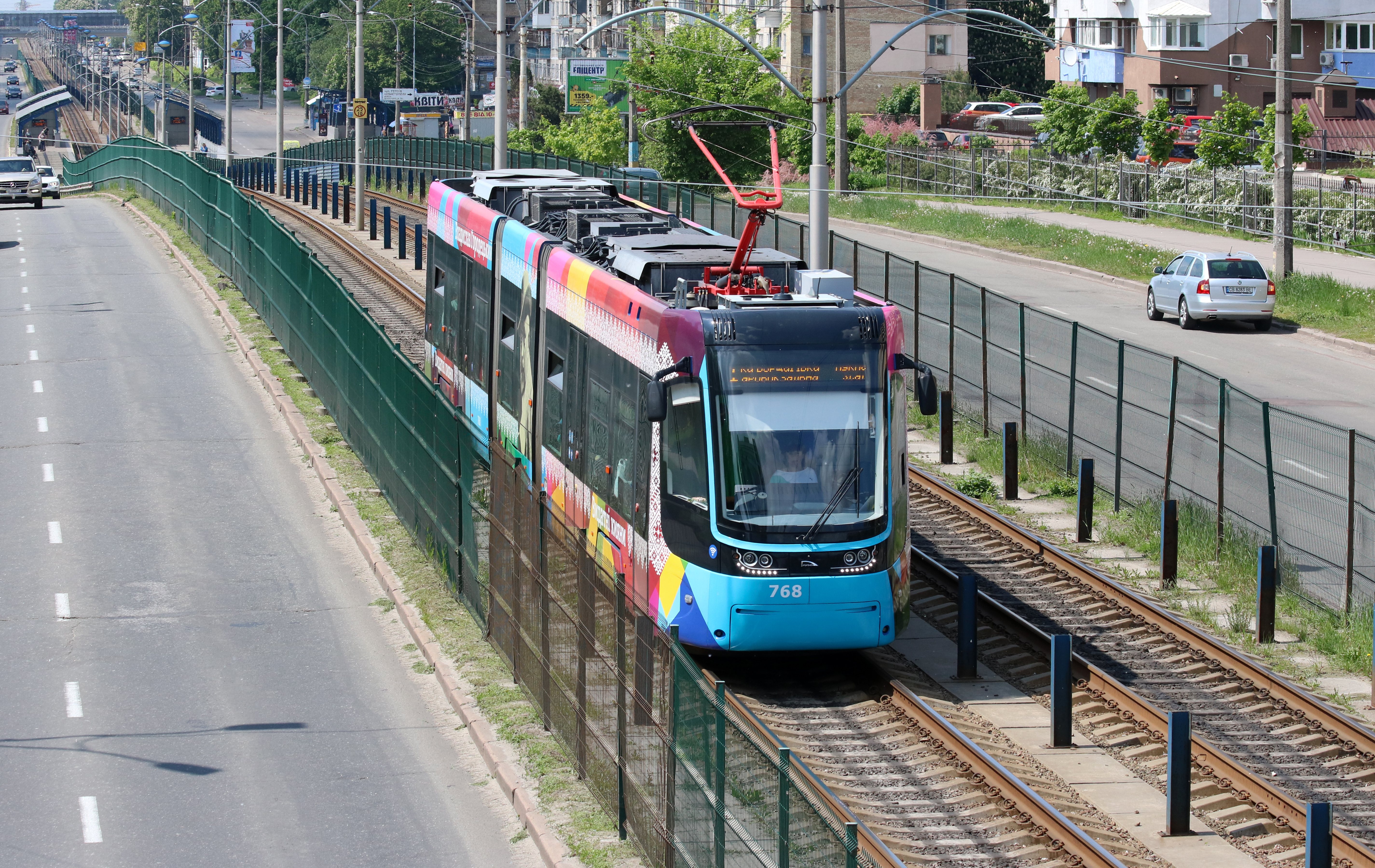
71-414K

- 連接車
  - タトラKT3UA
  - K-1M8（ウクライナ語版）
  - T5B64
  - 71-414K

- タトラKT3UA
- K-1M8
- T5B64
- 71-414K

## 新型コロナウイルスの影響・対策
新型コロナウイルス感染症（COVID-19）の被害拡大を防ぐため、キーウ市内の公共通機関は2020年3月22日以降ほとんどの系統で運行が停止し、キーウ・ライトレールも同日以降右岸線の1号線のみが運行する状態となった。また、営業を継続する系統についても不要不急の外出を避けるため、利用可能な乗客をインフラを始めとした経済上重要な職業の従業員のみに制限する措置を取っていた。その後同年5月22日からこれらの交通機関は通常営業を再開したが、以降も6月22日まで乗車時のマスク着用が義務付けられている。

## 参考資料

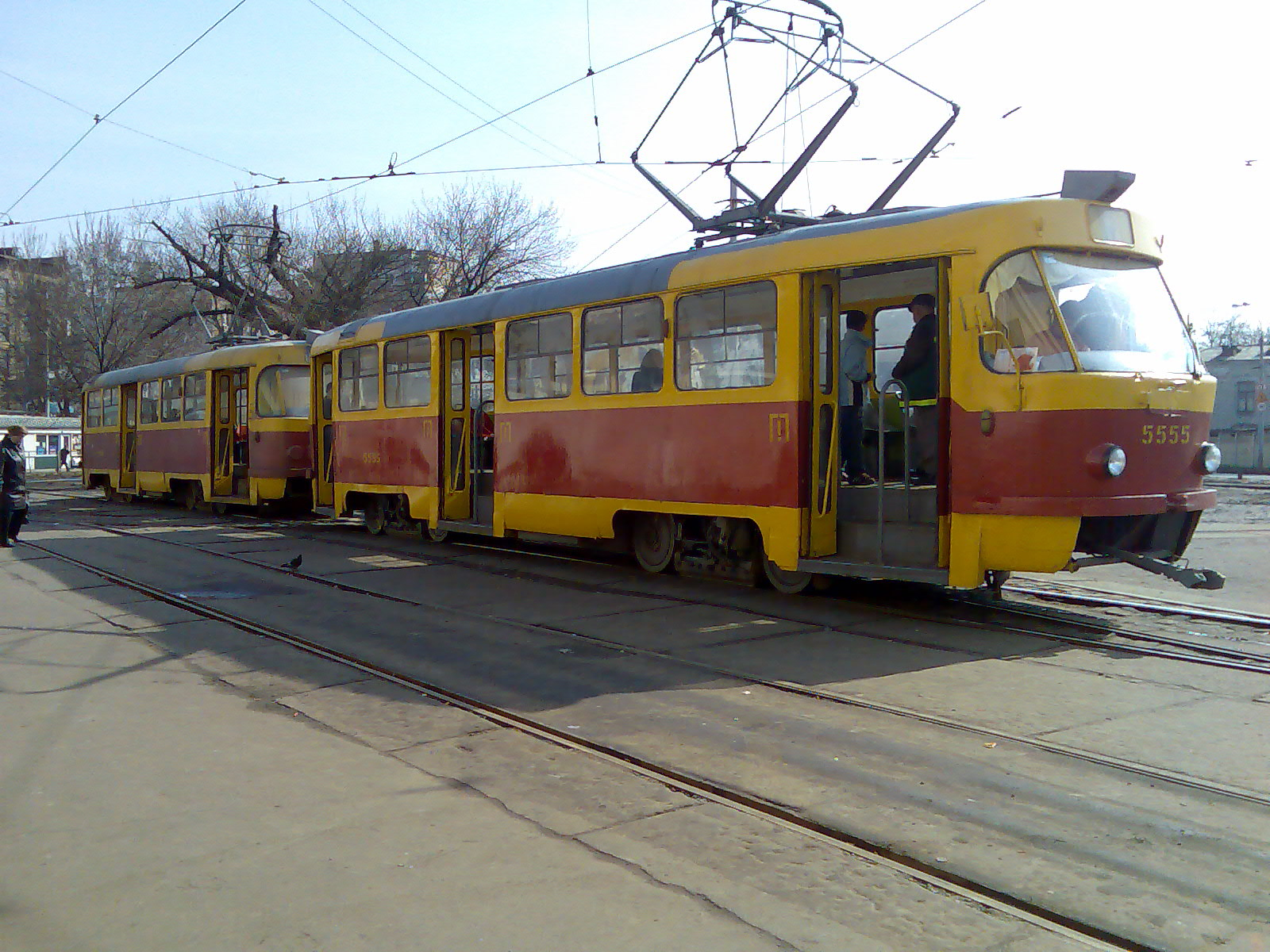
Mike Russell (2014-1). “SYSTEMS FACTFILE No.76 Kyiv, Ukraine”. Tramways & Urban Transit (LRTA) 913:  22-27 2020年6月2日閲覧。.
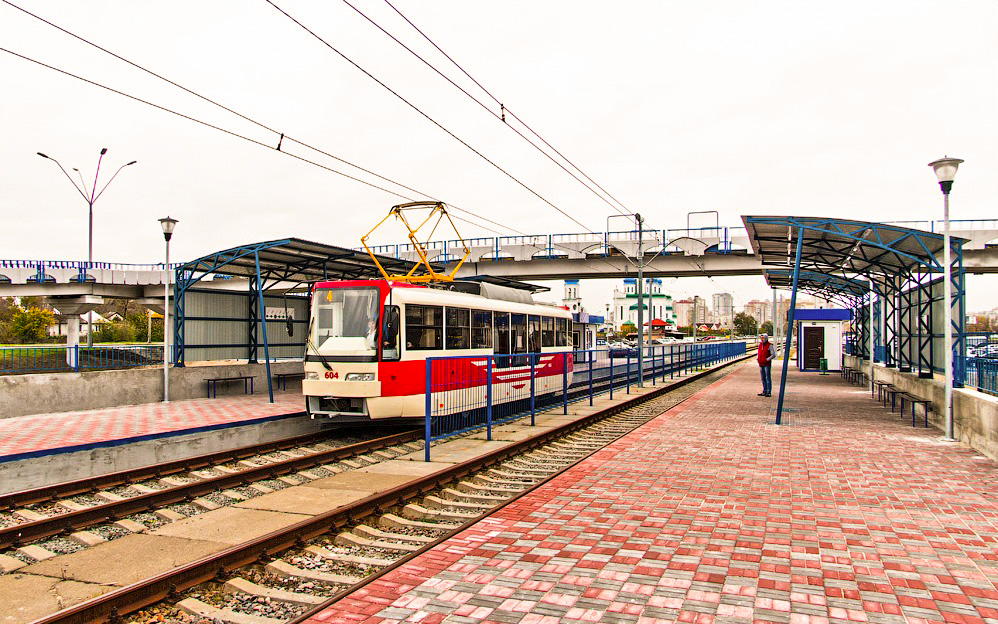
タトラT3UA-3
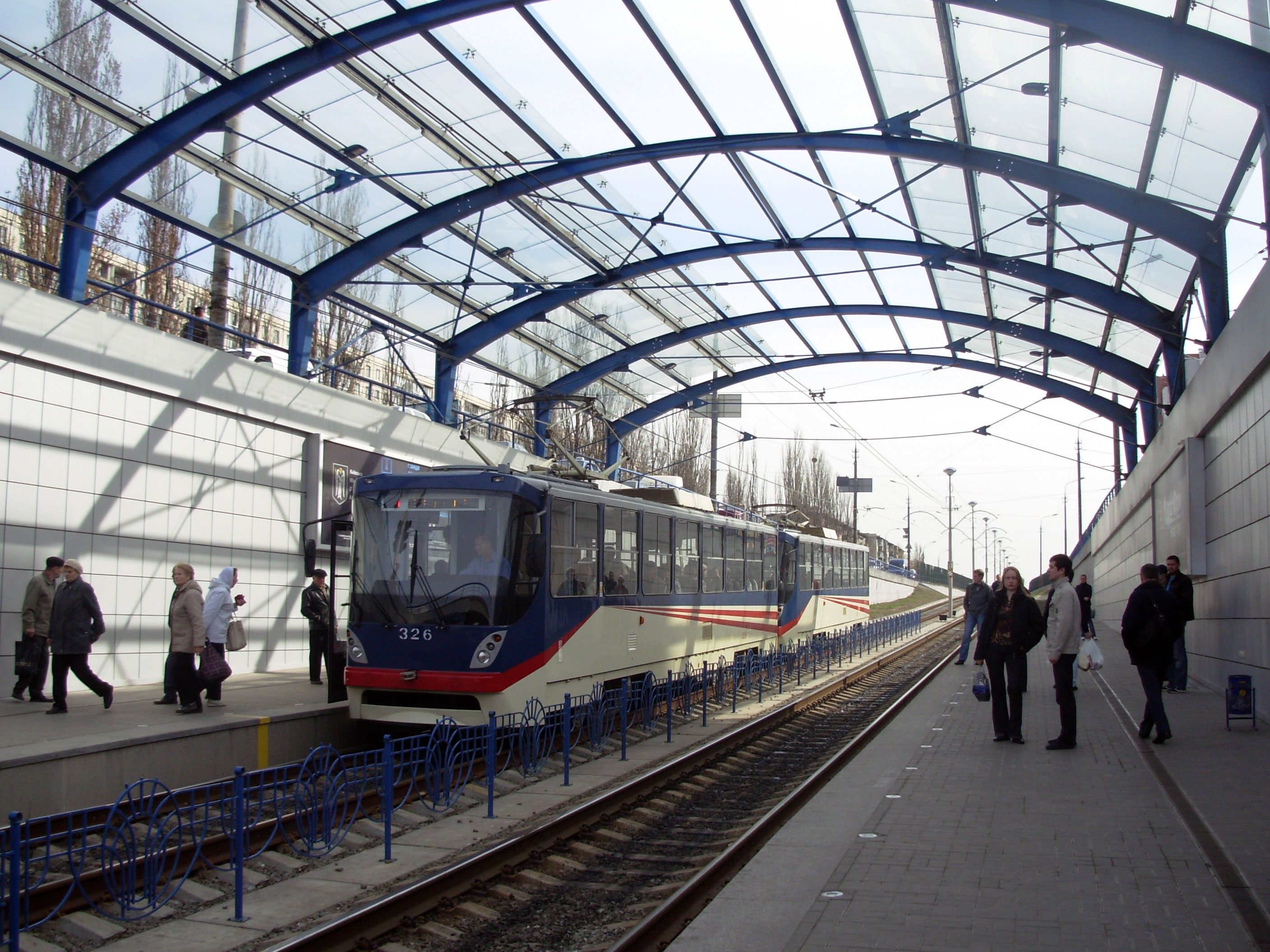
K-1・K-1M